# Ares Lahoz Rubio
Ares Lahoz Rubio   (Mollerussa, 2000) és una pilot d'automobilisme catalana. L'any 2020 va guanyar el Campionat d'Espanya d'autocròs de la Divisió III, després d'aconseguir la victòria en l'última cita del certamen disputada al Circuit de Lleida amb la participació de 61 pilots, convertit-se en la primera dona a conquerir un títol absolut d'àmbit estatal en tota la història de la modalitat d'autocròs. Lahoz va aconseguir aquesta fita en un vehicle monoplaça amb un motor de moto de 1.300 centímetres cúbics i 450 quilos, en una modalitat que es corre en terra amb buguis 4x4 i dues rodes motrius. És filla del fabricant de cotxes de competició i set vegades campió d'Espanya d'autocròs Delfí Lahoz.